# Pýramos a Thisbé
Pýramos a Thisbé je antická báje, jejíž klasické zpracování se nalézá ve 4. knize Proměn římského básníka Ovidia.
Pojednává o lásce mezi milenci, jejichž rodina jim nedovoluje se spolu vídat. Jelikož bydlí vedle sebe, najdou si Pýramos a Thisbé malou prasklinu ve společné zdi a skrze ni komunikují. Po nějaké době se domluví, že se tajně potkají u hrobu Ninova pod starou moruší. Thisbé dorazí na místo první. Když k ní přiblíží lvice s krvavou tlamou, lekne se a uteče do jeskyně. Cestou ztratí závoj a lvice ho zkrvavenou tlamou rozcupuje a nechá ležet u moruše. Poté ke stromu přijde Pýramos, který si všimne roztrhaného závoje potřísněného krví a myslí si, že je Thisbé mrtvá. Nechce bez ní žít a tak si žalem probodne srdce mečem. Thisbé po nějaké době vyjde z jeskyně a spatří mrtvého Pýrama. Je zoufalá a také si probodne srdce mečem, ale dřív než umře, vysloví svoje poslední přání: Ať se plody moruše zbarví jako jejich krev na znamení jejich věčné lásky. Bohové se nad Thisbé smilují a splní jí její poslední přání.